# Велька Градна
Велька Градна (словац. Veľká Hradná) — село, громада округу Тренчин, Тренчинський край. Кадастрова площа громади — 11.88 км². Протікає Граднянський потік.
Населення 772 особи (станом на 31 грудня 2020 року).

## Історія
Велька Градна згадується 1329 року.

## Населення
| Рік:            | 1994. | 2004.   | 2014.   | 2024.    |
| --------------- | ----- | ------- | ------- | -------- |
| Кількість осіб: | 688   | 656     | 698     | 772      |
| Різниця:        |       | -4,65 % | +6,40 % | +10,60 % |

| Рік:            | 2023. | 2024.   |
| --------------- | ----- | ------- |
| Кількість осіб: | 765   | 772     |
| Різниця:        |       | +0,91 % |